# مفتاح الاسطی عمر
مفتاح الاسطی عمر (عربی: مفتاح الاسطى عمر ؛ ۱۹۳۵ – ۲۲ مارس ۲۰۱۰) سیاستمدار اهل لیبی بود. وی از سال ۱۹۸۴ تا ۱۹۹۰ رئیس دولت لیبی بوده‌است.